# Ostertagia ostertagi
Ostertagia ostertagi är en rundmaskart som först beskrevs av Stiles 1892.  Ostertagia ostertagi ingår i släktet Ostertagia och familjen Trichostrongylidae. Inga underarter finns listade i Catalogue of Life.